# Emmanuel Omogbo
Emmanuel Omogbo (Lagos, 28 de mayo de 1995) es un jugador de baloncesto nigeriano con nacionalidad  estadounidense  que pertenece a la plantilla del Astros de Jalisco del Circuito de Baloncesto de la Costa del Pacífico de México. Con 2,03 metros de estatura, juega en la posición de ala-pívot.

## Trayectoria deportiva
El jugador nacido en Lagos, se formó en South Plains College, para luego jugar en la universidad de Colorado State Rams donde estuvo de 2015 a 2017.
En julio de 2017 fichó por el Victoria Libertas Pesaro de la Lega Basket Serie A italiana.
Disputó la temporada 19/20 en el Pallacanestro Biella italiano, en el que Emmanuel promedió una media de 25 minutos en los que promediaba 11 puntos y siete rebotes.
El 8 de septiembre de 2020, se confirma su fichaje por el Levitec Huesca de la Liga LEB Oro.
A mitad de temporada se marcharía de Levitec Huesca y en febrero de 2021 firma por el KB Vëllaznimi de la Superliga de baloncesto de Kosovo.
El 11 de agosto de 2021, firma por el APOEL B.C. de la Primera División de baloncesto de Chipre.